# ラルフ・バーンズ
ラルフ・バーンズ（Ralph Burns、1922年6月29日 - 2001年11月21日）は、アメリカ合衆国のミュージシャン、作曲家、編曲家。

## 来歴
マサチューセッツ州ニュートン出身。ニューイングランド音楽院に学ぶ。
その後、ニューヨークに移り、1940年代前半からウディ・ハーマン楽団に曲を提供し、ピアニスト兼編曲家として活動、中でもスタン・ゲッツをフィーチャーした1947年の「サマー・シーケンス」は、「クール・ジャズ至上の名演」として特に知られている。
ジャズ・ピアニストとして活動のほか、映画音楽の作曲・編曲も手がけ、1972年の映画『キャバレー』と1979年の映画『オール・ザット・ジャズ』でアカデミー作曲賞（編曲・歌曲賞部門）を2回受賞した。1999年のミュージカル『フォッシー』で第53回トニー賞編曲賞を受賞した。
2001年11月21日、ロサンゼルスで79歳で死去。

## 主なフィルモグラフィ
- 『スパイのライセンス』 - It Takes a Thief (1968年) ※テレビドラマ、1エピソード
- 『ネーム・オブ・ザ・ゲーム』 - The Name of the Game (1969年) ※テレビドラマ、3エピソード
- 『キャバレー』 - Cabaret (1972年) ※追加スコア、クレジットなし
- 『愛の讃歌 エディット・ピアフの生涯』 - Piaf (1974年)
- 『レニー・ブルース』 - Lenny (1974年)
- 『ラッキー・レディ』 - Lucky Lady (1975年)
- 『ブルックリン物語』 - Movie Movie (1978年)
- 『オール・ザット・ジャズ』 - All That Jazz (1979年) ※クレジットなし
- 『アーバン・カウボーイ』 - Urban Cowboy (1980年)
- 『ペニーズ・フロム・ヘブン』 - Pennies from Heaven (1981年) ※クレジットなし
- 『キスミー・グッバイ』 - Kiss Me Goodbye (1982年)
- 『オペラ座の怪人』 - The Phantom of the Opera (1983年) ※テレビ映画
- 『スター80』 - Star 80 (1983年)
- 『ホリデーロード4000キロ』 - National Lampoon's Vacation (1983年)
- 『マペットめざせブロードウェイ!』 - The Muppets Take Manhattan (1984年)
- 『ドライブアカデミー/全員免停』 - Moving Violations (1985年)
- 『パーフェクト』 - Perfect (1985年)
- 『世にも不思議なアメージング・ストーリー』 - Amazing Stories (1986年-1987年) ※テレビドラマ、2エピソード
- 『ウー・ウー・キッド』 - In the Mood (1987年)
- 『ハリウッド夢、夢物語』 - Bert Rigby, You're a Fool (1989年)
- 『七年目の愛情』 - Sweet Bird of Youth (1989年) ※テレビ映画
- 『天国から来たわんちゃん　チャーリーのお話』 - All Dogs Go to Heaven (1989年)